# Sexy, Free & Single
Sexy, Free & Single es el sexto álbum de estudio de la banda surcoreana Super Junior. Fue lanzado el 4 de julio de 2012, por SM Entertainment y distribuido por Holdings KMP. Está disponible en los sitios en línea del portal de música desde la medianoche del 1 de julio de 2012.
Este álbum marca el regreso del miembro Kang-in, quien salió del servicio militar obligatorio en abril de 2012, y la primera vez que ha aparece junto a Super Junior en tres años desde octubre de 2009. También es el primero sin Heechul, quien se alistó en septiembre de 2011 y el último álbum del líder, Leeteuk quien se enlistó el 30 de octubre de 2012. Este es el tercer álbum que cuenta con diez de los trece miembros del grupo, después de Bonamana en 2010 y Mr. Simple en 2011.
El álbum ganó "Álbum del Año" en la 14.ª ceremonia Mnet Asian Music Awards y el gran premio "Disk Daesang" en la 27va ceremonia de Golden Disk Awards. Según el ranking Gaon, para diciembre de 2012 el álbum había vendido 480.873 copias a nivel internacional.

## Proceso
El 21 de junio de 2012 se dio a conocer la primera foto concepto, bajo el concepto de "Beautiful Men" (Hombres hermosos), mostrando a Eunhyuk con una camisa blanca, pantalones de mezclilla y con los ojos cubiertos de flores blancas y rosas. Esto fue seguido por una foto concepto de Donghae el 22 de junio, vestido con una camisa de malla negra y con un velo de encaje blanco sobre su cabeza. El 23 de junio, se presentaron las fotos concepto de Leeteuk, en un fondo color platino, con su pelo color plata, un collar de oro y sus ojos maquillados de color negro, y Ryeowook con el pelo rojo, una camiseta blanca y una muñequera de plumas rojas. Al día siguiente, el 24 de junio, las fotos concepto de Yesung y Shindong fueron puestas en libertad, donde Yesung muestra parcialmente su torso desnudo con una corona de ramas en la cabeza y Shindong congelado con reflejos azules en el pelo. Los adelantos continuaron el 25 de junio, con el lanzamiento de fotos de Kangin y Sungmin, mostrando a Kangin con una mirada helada y un velo en forma de red sobre su cabeza y Sungmin de lado de perfil con el pelo largo y rubio sosteniendo un gran ramo de flores. Leeteuk el mismo día también publicó en su cuenta de Twitter otra versión de su foto concepto con el mismo traje, pero apoyado en su mano como en una profunda contemplación. Los adelantos finales fueron puestos en libertad el 26 de junio, mostrando a Siwon con una larga cabellera rubia bajo un sombrero y cejas verdes, y por último Kyuhyun en un perfil lateral mirando hacia arriba con una cara blanca pálida.
El 29 de junio, se lanzó un adelanto del video musical de "Sexy, Free & Single" en el canal oficial de SMTOWN en YouTube y posteriormente un video con un adelanto del audio de cada canción. El 3 de julio a las 12:00 (hora coreana) y 2 julio en América y Europa, lanzaron el video musical de "Sexy, Free & Single" en su canal oficial de YouTube, alcanzando más de un millón de visitas en menos de 12 horas.

## Música y video musical
Leeteuk expresó que querían intentar nuevos estilos musicales y estilo de baile en este álbum, ya que las canciones del tercer al quinto álbum habían sido similares. Sungmin explicó diciendo, "Las canciones de nuestros álbumes anteriores tenían efectos de sonido mecánicos mayoritariamente y sonido pegajozo, pero esta vez quisimos intentar una diversa cantidad de géneros como baladas, R&B y covers de otras canciones sin apoyarnos tanto en efectos especiales de música".
La canción "Sexy, Free & Single", describe la vida sensual y libre de un hombre soltero, es de género 'Soulful Eurohouse' con un estribillo fácil y contagioso. Fue compuesta y arreglada por un escritores daneses, Daniel 'Obi' Klein, Thomas Sardorf y Lasse Lindorff. El segundo tema es "From U", un medio-tempo R & B, dedicado a sus fanes (E.L.F), habla de su gratitud hacia ellos y de su difícil relación de amor. La tercera canción es "Now" y trata sobre tomar un descanso de la vida diaria para ir a la playa. "Rockstar" es un tema de club y electrónica mezclado con hip hop. "Gulliver" fue escrita por Eunhyuk y consiste en su rap junto con el rap de Leeteuk, Donghae y Shindong, junto con la voz lírica de Ryeowook. El tema "Someday" es un cover de una canción de Lee Sang-eun, mientras que "Bittersweet" es cantada por Kyuhyun, Yesung, Sungmin y Ryeowook.
El grupo reveló que el video fue filmado en Namyangju, en la provincia Gyeonggi. La coreografía de "Sexy, Free & Single" fue diseñada por Devin Jamieson quien ha trabajado junto a otros artistas como BoA, Michael Jackson, Britney Spears y Hilary Duff. Además, su coreografía también se beneficia del apoyo de otros coreógrafos como Lyle Beniga, Nick Baga y Devon Perri.

## Álbum Repackaged
La edición repackaged, retitulada "SPY", incluye cuatro nuevas canciones incluyendo el sencillo principal "Spy", un tema de baile urbano. "Only U" fue compuesta por Leeteuk y Lee Jae-myoung (quien previamente escribió canciones para el grupo, como Marry U y Happy Together) con las letras de Leeteuk y Donghae. "Haru" fue coescrita por Donghae y Kwon Sun-il mientras que "Outsider" es una canción estilo hip hop. El adelanto del video musical de "Spy" fue lanzado el 3 de agosto y el vídeo musical completo el 13 de agosto de 2012. La edición repackaged debutó en el #1 del ranking semanal Gaon en su primera semana de lanzamiento y se mantuvo en los primeros tres lugares por 5 semanas, además de estar en el #1 en el ranking mensual de agosto.

## Versión japonesa
El 29 de junio durante la conferencia de prensa de los 20's Choice, los miembros del grupo que asistieron anunciaron que habían grabado una versión japonesa de la canción, "Sexy, Free & Single" y un video musical, a pesar de que el grupo no tiene ningún plan de tener actividades promocionales en Japón. El 17 de julio, SM Entertainment anunció que sería lanzada al mercado el 22 de agosto de 2012 como el cuarto sencillo japonés. Después del primer día de ventas, el sencillo debutó en el #2 del ranking Oricon diario vendiendo 63 813 copias. "Sexy, Free & Single" (versión japonesa) quedó en el #2 del ranking Oricon semanal con 118 902 copias vendidas y fue certificado como "Oro" por superar las 100 000 copias por la asociación RIAJ.

## Lista de canciones

### Versión A & B
| N.º | Título                                         | Letras                 | Música                                                      | Duración |  |
| 1.  | «"Sexy, Free & Single"»                        | Yoo Young-jin          | "Obi" Klein, Thomas Sardorf, Lasse Lindorff                 | 3:44     |  |
| 2.  | «"From U" (너로부터; Neorobuteo)»              | Yoo Young-jin          | Yoo Young-jin                                               | 3:11     |  |
| 3.  | «"Gulliver" (걸리버; Geollibeo)»               | Eunhyuk                | Markus Bøgelund, Søren Juhl Holmager, Mick Muxoll Rasmussen | 3:25     |  |
| 4.  | «"Someday" (언젠가는; Eonjenganeun)»           | Lee Sang-eun           | Lee Sang-eun, An Jiwoo                                      | 4:13     |  |
| 5.  | «"NOW" (나우; Nawo)»                           | Kim Bu-min             | Hitchhiker                                                  | 3:53     |  |
| 6.  | «"Rockstar"»                                   | D2O, Youngsky          | D2O, Youngsky                                               | 3:11     |  |
| 7.  | «"Bittersweet" (달콤씁쓸; Talkomsseupsseul)»   | Kim Jungbae            | Kenzie                                                      | 3:26     |  |
| 8.  | «"Butterfly" (빠삐용; Ppappiyong)»             | Hwang Hyun, Shin Agnes | Hwang Hyun                                                  | 3:08     |  |
| 9.  | «"Daydream" (머문다; Meomunda)»                | Ha Jungho, Storyteller | Ha Jungho, Storyteller                                      | 3:44     |  |
| 10. | «"A ‘Good’ bye" (헤어지는 날; Heeojineun Nal)» | Park Changhyun         | Park Changhyun                                              | 3:48     |  |

| SPY (Edición Repackaged) |                                                |                        |                                                                      |          |  |
| N.º                      | Título                                         | Letras                 | Música                                                               | Duración |  |
| 1.                       | «"Sexy, Free & Single"»                        | Yoo Young-jin          | "Obi" Klein, Thomas Sardorf, Lasse Lindorff                          | 3:44     |  |
| 2.                       | «"Spy" (스파이; Seupai)»                       | Kenzie                 | Thomas Troelsen, Mikkel Remee Sigvardt, Irving Szathmary, Hwang Hyun | 3:13     |  |
| 3.                       | «"From U" (너로부터; Neorobuteo)»              | Yoo Young-jin          | Yoo Young-jin                                                        | 3:11     |  |
| 4.                       | «"Outsider"»                                   | Kenzie                 | Herbie Crichlow, Adam Pallin, Thomas Troelsen                        | 3:05     |  |
| 5.                       | «"Only U"»                                     | Leeteuk, Donghae       | Leeteuk, Lee Jae-myoung                                              | 3:35     |  |
| 6.                       | «"HARU"»                                       | Donghae, Kwon Sun-il   | Donghae, Kwon Sun-il                                                 | 3:28     |  |
| 7.                       | «"NOW" (나우; Nawo)»                           | Kim Bu-min             | Hitchhiker                                                           | 3:53     |  |
| 8.                       | «"Rockstar"»                                   | D2O, Youngsky          | D2O, Youngsky                                                        | 3:11     |  |
| 9.                       | «"Gulliver" (걸리버; Geollibeo)»               | Eunhyuk                | Markus Bøgelund, Søren Juhl Holmager, Mick Muxoll Rasmussen          | 3:25     |  |
| 10.                      | «"Someday" (언젠가는; Eonjenganeun)»           | Lee Sang-eun           | Lee Sang-eun, An Jiwoo                                               | 4:13     |  |
| 11.                      | «"Bittersweet" (달콤씁쓸; Talkomsseupsseul)»   | Kim Jungbae            | Kenzie                                                               | 3:26     |  |
| 12.                      | «"Butterfly" (빠삐용; Ppappiyong)»             | Hwang Hyun, Shin Agnes | Hwang Hyun                                                           | 3:08     |  |
| 13.                      | «"Daydream" (머문다; Meomunda)»                | Ha Jungho, Storyteller | Ha Jungho, Storyteller                                               | 3:44     |  |
| 14.                      | «"A ‘Good’ bye" (헤어지는 날; Heeojineun Nal)» | Park Changhyun         | Park Changhyun                                                       | 3:48     |  |

## Promoción y recepción
El 3 de julio se realizó una conferencia de prensa en donde asistieron los 10 miembros activos. La conferencia atrajo a los medios y reporteros internacionales desde Taiwán, China, Japón y Kazajistán. También fue la primera actividad oficial de Kangin desde que salió del servicio. Hicieron su regreso oficial en M! Countdown de Mnet el 5 de julio, con las canciones "Sexy, Free & Single" y "From U", siendo la primera presentación de Kangin con el grupo en un escenario en dos años. Probando la popularidad global de Super Junior, la conferencia de prensa salió en una popular estación de noticias de Polonia.
El álbum se las arregló para aparecer en los primeros lugares en iTunes en varios países incluyendo Australia, Francia, Japón y Perú. En iTunes, el álbum alcanzó el puesto #24 en el Top 100 de Estados Unidos. En Japón estuvo #1 de "Top 10 álbumes" y #10 en Finlandia. En iTunes "Top 10 Albums Pop", se convirtió en #1 en Japón, #6 en los Estados Unidos y Canadá, #5 en Francia, Finlandia, México y Polonia, además de #9 en Australia y N ° 1 en Perú.
A nivel internacional, el álbum llegó al #3 en el ranking World Album de Billboard. Llegó al #1 en el ranking diario MYX Top 10, MYX Hit Chart y MYX Internacional Top 20 (Filipinas). Super Junior se convirtió el primer grupo en superar la marca de las 200 000 copias por el año 2012 según el ranking Hanteo y con impresionantes ventas, superó a otros grupos colocándose en el primer lugar como artista con más ventas (Singer Award) y como álbum con más ventas (Album Award). Sexy, Free & Single vendió 335 744 copias sólo en el primer mes según el ranking Gaon, convirtiéndose en el más vendido. También logró un récord al tener las 10 canciones en el Top 10 del ranking KKBOX de Taiwán y fue el álbum coreano más vendido en este país superando las 40 000 copias. La versión japonesa de "Sexy, Free & Single" vendió más de 118 902 copias. El álbum ganó prestigiosos premios como "Álbum del año" en la 14.ª entrega de Mnet Asian Music Awards y el premio mayor "Disk Daesang" en la 27va entrega de Golden Disk Awards.

## Ventas
Gaon Album Chart
| País          | Mes        | Sexy, Free & Single | Sexy, Free & Single | SPY (Edición Repackaged) | SPY (Edición Repackaged) | Ref     |
| País          | Mes        | Ventas              | Ventas Acumulativas | ventas                   | Ventas Acumulativas      | Ref     |
| ------------- | ---------- | ------------------- | ------------------- | ------------------------ | ------------------------ | ------- |
| Corea Del Sur | Julio      | 335 744             | 335 744             | –                        | –                        | [ 11 ]  |
| Corea Del Sur | Agosto     | 15 782              | 351 526             | 107 656                  | 107 656                  | [ 11 ]  |
| Corea Del Sur | Septiembre | 3006                | 354 532             | 8823                     | 116 479                  | [ 11 ]  |
| Corea Del Sur | Octubre    | -                   | -                   | 1839                     | 118 318                  | [ 11 ]  |
| Corea Del Sur | Noviembre  | 2150                | 356 389             | 3544                     | 121 862                  | [ 11 ]  |
| Corea Del Sur | Diciembre  | -                   | -                   | 2329                     | 124 191                  | [ 11 ]  |
| Corea Del Sur | Enero      | 251                 | 356 682             | 1903                     | 126 094                  | [ 11 ]  |
| Corea Del Sur | Febrero    | -                   | -                   | 1145                     | 127 239                  | [ 11 ]  |
| Total         | 483 421    | 483 421             | 483 421             | 483 421                  | 483 421                  | 483 421 |

Oricon
| País  | Álbum                    | Ventas | Ref    |
| ----- | ------------------------ | ------ | ------ |
| Japón | Sexy, Free & Single      | 40 752 | [ 12 ] |
| Japón | SPY (Edición Repackaged) | 19 748 | [ 12 ] |

| País  | Single                                   | Ventas  |
| ----- | ---------------------------------------- | ------- |
| Japón | "Sexy, Free & Single" - Versión Japonesa | 123 140 |

## Formato de venta
| País          | Fecha                                 | Formato             | Distribuidor            |
| ------------- | ------------------------------------- | ------------------- | ----------------------- |
| Corea del Sur | 1 de julio de 2012 4 de julio de 2012 | Descarga digital CD | KMP Holdings            |
| Taiwán        | Julio 3                               | Descarga digital    | KKBOX, myMUSIC、iNmusic |